# 약산초등학교
약산초등학교는 대한민국 전라남도 완도군에 있는 공립 초등학교이다.

## 학교 연혁
- 1920년 9월 15일 사설개량 서당 설립
- 일자미상 사립 약산학교 설립 인가
- 1922년 5월 5일 사립 약산학교 개교
- 1938년 4월 1일 약산사립심상소학교 개편
- 1941년 4월 1일 약산사립국민학교 개편
- 1942년 5월 10일 약산공립국민학교 개편
- 194?년 ??월 ??일 약산공립국민학교 해동분교 설립 인가
- 1946년 ??월 ??일 해동분교장 개교
- 1948년 4월 1일 약산국민학교 개편
- 1949년 ??월 ??일 해동국민학교 승격 인가
- 일자미상 약산국민학교 득암분교 설립 인가
- 1950년 6월 1일 득암분교장 개교
- 1950년 11월 1일 해동분교장 해동국민학교 승격 분리
- 195?년 ??월 ??일 득암국민학교 승격 인가
- 1960년 4월 1일 득암분교장 득암국민학교 승격 분리
- 1968년 5월 15일 약산국민학교 넙고분교 설립 인가
- 1968년 7월 16일 넙고분교장 개교
- 일자미상 약산국민학교 우두분교 설립 인가
- 1968년 12월 7일 우두분교장 개교
- 1980년 3월 1일 병설유치원 개원
- 1992년 9월 1일 득암국민학교 분교장 격하 편입
- 1993년 9월 1일 득암분교장 폐교 및 본교 통폐합
- 1994년 9월 1일 넙고분교장 폐교 및 본교 통폐합
- 1996년 3월 1일 약산초등학교 개편
- 1998년 3월 1일 우두분교장 폐교 및 본교 통폐합
- 2003년 3월 1일 해동초등학교 폐교 및 본교 통폐합
- 2016년 9월 1일 제27대 노광식 교장 부임
- 2018년 2월 9일 제95회 졸업식 6명 졸업(누계: 6,223명)

## 참고 자료
- 약산초등학교 - 한국교육학술정보원 학교알리미